# Chaetorellia jaceae

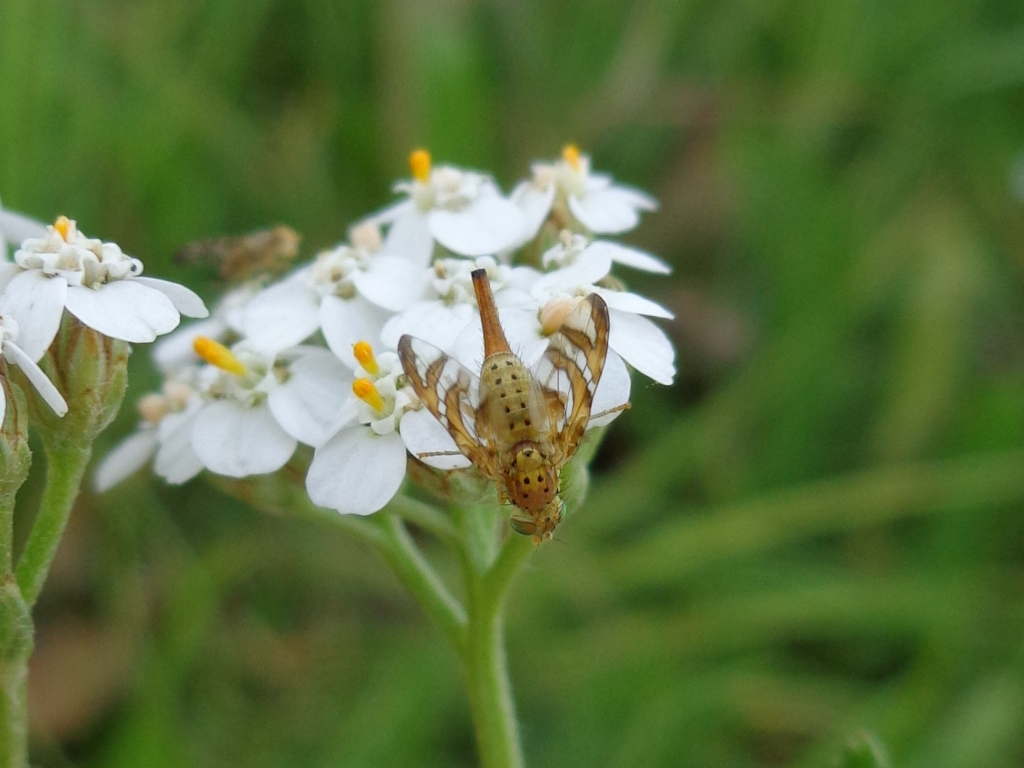
Weibchen mit Legebohrer

Chaetorellia jaceae ist eine Fliege aus der Familie der Bohrfliegen (Tephritidae).

## Merkmale
Die Bohrfliegen sind etwa 4 mm lang. Ihr Körper ist ockerfarben-gelb gefärbt. Über das Pronotum und den Hinterleib verlaufen zwei Reihen schwarzer Flecke. Des Weiteren befinden sich auf dem Pronotum seitlich jeweils zwei schwarze Striche sowie am apikalen Ende des Schildchens ein dunkler Fleck. Die Facettenaugen schimmern grünlich. Die Flügel sind überwiegend hellbraun gefärbt. Drei transparente Streifen führen vom Hinterrand der Flügel nach vorne. Die relativ kleinen Halteren sind cremefarben. Hinterkopf und Pronotum weisen Borstenhaare auf. Der Hinterleib ist ebenfalls behaart.
Die Weibchen besitzen am Hinterleibsende einen rotbraunen Legebohrer.

## Verbreitung
Chaetorellia jaceae ist in Europa weit verbreitet. Ihr Vorkommen reicht vom Mittelmeerraum im Süden bis nach England und Skandinavien im Norden. Im Osten reicht das Vorkommen bis in den Nahen Osten.

## Lebensweise
Die Bohrfliegenart nutzt als Wirtspflanzen verschiedene Flockenblumen, darunter die Wiesen-Flockenblume (Centaurea jacea), die Schwarze Flockenblume (Centaurea nigra), Centaurea debeauxii  und die Skabiosen-Flockenblume (Centaurea scabiosa). Außerdem gilt die Gewöhnliche Kratzdistel (Cirsium vulgare) als eine Wirtspflanze der Bohrfliegen. Die Larven entwickeln sich in den Blütenköpfen ihrer Wirtspflanzen. Die Bohrfliegen beobachtet man von Juni bis August. Sie sind Blütenbesucher von Doldenblütlern wie dem Berg-Haarstrang. Die Art bildet 1–2 Generationen pro Jahr. Die überwinternde Generation verpuppt sich im Herbst.